# Rallus indicus
Il rallo di Blyth (Rallus indicus Blyth, 1849) è un uccello della famiglia dei Rallidi originario delle regioni comprese tra la Siberia orientale e il Giappone.

## Tassonomia
Il rallo di Blyth presenta, oltre a un piumaggio diverso da quello del suo parente stretto, il porciglione europeo (R. aquaticus), un richiamo differente. Tuttavia, fin dalla sua prima descrizione, nel 1849, è sempre stato considerato una sottospecie di quest'ultimo. Il primo a trattarlo come specie a parte, nel 1898, fu W. T. Blanford, nella prima edizione di Fauna of British India; successivamente, nella seconda edizione dell'opera (1929), E. C. Stuart Baker tornò a considerarlo una sottospecie. Da allora, questo taxon è stato nuovamente considerato come specie distinta da Pamela Rasmussen nel suo Birds of South Asia (2005). La Rasmussen, esperta di avifauna asiatica, ha denominato il R. indicus «porciglione orientale» per differenziarlo dal R. aquaticus, il «porciglione occidentale». Questa suddivisione non è stata riconosciuta da molti studiosi, ma è stata seguita in Birds of Malaysia and Singapore (2010). Tuttavia, nel 2010, uno studio di filogenesi molecolare ha aggiunto nuove prove allo status specifico di R. indicus, dimostrando che si è separato dalle sottospecie occidentali attorno ai 534.000 anni fa. Nel corso dello stesso studio è stato inoltre scoperto che le altre tre sottospecie di porciglione sono semplici varianti geografiche, da riunire tutte in R. a. aquaticus..

## Descrizione
Il rallo di Blyth misura circa 28 cm di lunghezza. Si differenzia dal porciglione per la colorazione più chiara delle regioni superiori, per le regioni inferiori di colore marrone, invece che blu-ardesia, e per una striscia marrone attraverso l'occhio. Rispetto al Rallus aquaticus korejewi, la sottospecie orientale di porciglione, ha una colorazione generale più scura, la gola bianca e una striscia sull'occhio più marcata. I sessi sono simili.
Il richiamo differisce molto da quello del porciglione europeo. Il richiamo di corteggiamento, udibile in ogni periodo dell'anno, risuona come un acuto kyu, più lungo e definito di quello della specie europea. Il canto è costituito da una serie di note metalliche, shrink, shrink, al ritmo di due al secondo, e ripetute nuovamente dopo una breve pausa. Il rallo di Blyth non emette alcun richiamo di risposta se gli viene fatto ascoltare il richiamo di annuncio della specie occidentale.

## Distribuzione e habitat
Il rallo di Blyth ha abitudini prevalentemente migratorie. Si riproduce nella Mongolia settentrionale, nella Siberia orientale, in Cina nord-orientale, in Corea e nel Giappone settentrionale, e sverna nelle regioni meridionali del Giappone, in quelle orientali della Cina e in quelle settentrionali del Borneo. Alcuni esemplari, seppur in numero ridotto, raggiungono le regioni settentrionali del Bangladesh, il Myanmar, il Laos e le regioni settentrionali e centrali della Thailandia, ma generalmente non si spingono mai nelle zone più meridionali dell'Asia sud-orientale. In passato esemplari migratori erano presenti anche nello Sri Lanka, ma al giorno d'oggi la specie, nel subcontinente indiano, si incontra unicamente nelle zone settentrionali, e solo pochi esemplari si spingono più a sud di Mumbai. Giunti in India, i ralli sono così spossati dalla migrazione che possono facilmente essere catturati con le mani. Gli esemplari che si riproducono sull'isola giapponese di Hokkaidō migrano quasi tutti verso sud, dirigendosi prevalentemente verso la Corea, ma alcuni trascorrono l'inverno nelle paludi costiere di Honshū. In Giappone, tuttavia, la specie è divenuta piuttosto rara.

## Biologia
Le abitudini del rallo di Blyth non si discostano da quelle del porciglione europeo. È onnivoro e si nutre prevalentemente di sostanze animali, come vermi, sanguisughe, molluschi, gamberetti, gamberi, ragni, insetti terrestri e acquatici e loro larve, anfibi, pesci, uccelli e mammiferi. Tuttavia, consuma anche sostanze vegetali, come germogli, radici, semi, bacche e frutti.
Costruisce un nido a coppa, intessuto di erba e posto alla base di un cespo di canne, giunchi o erba.

## Parassiti
Il rallo di Blyth viene parassitato dal pidocchio Philopterus ralli e dal nematode Strongyloides avium. È inoltre uno dei molti ospiti intermedi di un altro nematode, lo Gnathostoma spinigerum, che nell'uomo causa la gnatostomiasi, una malattia diffusa in Thailandia, Giappone e in altre parti del Sud-est asiatico. Le creature che ospitano il primo stadio del nematode sono i copepodi del genere Cyclops, che vengono mangiati direttamente o indirettamente da una vasta gamma di vertebrati, prima che il nematode possa raggiungere il suo terzo e ultimo ospite, un mammifero carnivoro. Il rallo, tuttavia, solo raramente è vettore della gnatostomiasi umana, che viene generalmente causata dal consumo di carni crude o poco cotte di pollame, maiali e pesci d'acqua dolce infetti, o dall'ingestione di acqua contaminata da Cyclops infetti.

## Conservazione
Il rallo di Blyth è ancora molto numeroso, ma in Giappone è divenuto abbastanza raro. I dati del Ministero dell'Agricoltura e delle Risorse Forestali di questo Paese riportano che ogni anno, attorno alla metà del XX secolo, venivano abbattuti dai cacciatori «solo 50.000 esemplari», ma gli studiosi ritengono che tale cifra sia troppo eccessiva, e che comprenda anche dati riferiti ad altre specie di uccelli acquatici.